# La Chapelle-Saint-Ouen
La Chapelle-Saint-Ouen – miejscowość i gmina we Francji, w regionie Normandia, w departamencie Sekwana Nadmorska.
Według danych na rok 1990 gminę zamieszkiwało 76 osób, a gęstość zaludnienia wynosiła 10 osób/km² (wśród 1421 gmin Górnej Normandii La Chapelle-Saint-Ouen plasuje się na 816. miejscu pod względem liczby ludności, natomiast pod względem powierzchni na miejscu 493.).